# Ludwik Ostaszewski
Ludwik Ostaszewski herbu Ostoja (ur. 27 lipca 1824 w Przybojewie, zm. ok. 1908 w Mesynie) – powstaniec, oficer wojsk włoskich, członek Towarzystwa Muzeum Narodowego Polskiego w Rapperswilu.

## Życiorys
Był synem Józefa Gabriela Ostaszewskiego, właściciela dóbr ziemskich Przybojewo, i wnukiem posła na Sejm Czteroletni, Nereusza Ostaszewskiego. Ukończył gimnazjum i kursy prawa w Warszawie. Należał do tajnych organizacji. W obawie przed aresztowaniem przez władze rosyjskie zbiegł w 1844 r. z Królestwa do Poznańskiego, gdzie przebywał jako Leon Okęski. Wciągnięty do sprzysiężenia uczestniczył w przygotowaniach do powstania. Aresztowany w 1846 roku, więziony w Moabicie, wyrokiem sądu w Berlinie 2 grudnia 1847 skazany został na utratę szlachectwa, ośmioletni areszt w fortecy, a potem wydalenie za granicę państwa. Z więzienia oswobodziła go Wiosna Ludów. W latach pięćdziesiątych działał w Poznańskiem. Następnie wziął czynny udział w powstaniu styczniowym 1863–1864 jako kapitan – dowódca jazdy powstańczej w Płockiem.
Po upadku powstania styczniowego wyemigrował do Włoch. W 1866 służył w randze porucznika w armii włoskiej w 4 pułku Korpusu Ochotników Włoskich (4º reggimento del Corpo Volontari Italiani), dowodzonym przez pułkownika Giovanniego Cadoliniego. Wziął udział w trzeciej wojnie o niepodległość Włoch, która była częścią wojny prusko-austriackiej 1866 roku.
Mieszkał we Florencji, gdzie pozostawał w bliskich kontaktach z Julianem Ordonem, bohaterem Mickiewiczowskiej „Reduty”. Po śmierci Ordona sprowadził jego prochy do ojczyzny.  
Był członkiem korespondentem Towarzystwa Muzeum Narodowego Polskiego w Rapperswilu od 1893 roku.
Pod koniec życia mieszkał wraz z żoną w Mesynie, gdzie zmarł około 1908 roku.  
Zmarli powstańcy 1863 roku zostali odznaczeni przez prezydenta RP Ignacego Mościckiego 21 stycznia 1933 roku Krzyżem Niepodległości z Mieczami.